# Bajiao, Guizhou
Bajiao (kinesiska: 芭蕉) är en socken i Kina. Den ligger i provinsen Guizhou, i den sydvästra delen av landet, omkring 240 kilometer norr om provinshuvudstaden Guiyang. Antalet invånare är 8 006. Befolkningen består av 3 878 kvinnor och 4 128 män. Barn under 15 år utgör 27,0 %, vuxna 15-64 år 60 %, och äldre över 65 år 11,0 %.